# 아메리칸 인디언 운동
아메리칸 인디언 운동(영어: American Indian Movement, 약칭: AIM)은 1968년 7월 미네소타주 미니애폴리스에서 아메리칸 인디언에 대한 빈곤, 차별, 경찰의 잔혹성 등의 제도적 문제를 해결하기 위해 설립된 단체이다. 아메리칸 인디언 운동은 곧 도시 문제에서 아메리카의 정착민 식민주의로 인해 미국 인디언 집단이 직면했던 많은 원주민 부족 문제로 초점을 넓혔다. 이러한 문제들은 조약 권리, 높은 실업률, 교육에서 미국 인디언 과목의 부족 및 원주민 문화의 보존을 포함한다.
아메리칸 인디언 운동은 감옥에서 함께 복역한 아메리칸 인디언 남성들이 조직한 단체이다. 이들은 보호구역에서 도시로 이주하기를 원하는 수천 명의 미국 인디언들이 노동을 위한 더 많은 경제적인 기회를 가질 수 있도록 하기 위한 시도로 지원했던 1956년의 미국 공법 959 인디언 이주법의 결과로 그들의 전통적인 배경으로부터 소외되었다. 또한, 인디언 종결법(Indian Termination Act)으로도 알려진 공법 280호는 동화 과정에서 아직 멀었다고 판단되는 몇몇 부족과 연방 정부의 관계를 종결할 것을 제안했다. 이러한 정책은 의회 본회의 권한에 따라 미국 의회에 의해 제정되었다. 그 결과, 아메리카 인디언의 거의 70%가 보호구역을 떠나 공동의 고향을 떠나 도시 중심지로 이주했으며, 많은 사람들이 경제적 지속 가능성을 찾기를 원했다. 많은 도시 인디언들이 이주와 근본적으로 다른 환경으로 인해 어려움을 겪는 동안 일부는 도시 중심에서 범인디언 그룹으로 조직되기 시작했다. 아메리칸 인디언 운동은 인디언 활동이 증가하는 시기에 도시화된 상황에서 형성되었다.
1969년 11월부터 1971년 6월까지 아메리칸 인디언 운동은 모든 부족 인디언과 모호크 운동가인 리처드 오크스를 포함한 7개의 인디언 운동이 조직한 알카트라즈 섬의 버려진 연방 교도소 점령에 참여했다. 1972년 10월 아메리칸 인디언 운동과 다른 인디언 단체들은 워싱턴 D.C.에서 시위를 위해 미국 전역으로부터 회원들을 모았다. 정보자유법(FOIA)에 따라 입수된 공공 문서에 따르면, 연방 인디언 사무국 직원들과 미국-인디언 관계를 증진시키기 위한 제안에 초점을 맞춘 아메리칸 인디언 운동의 도움으로 초안된 20개 항의 제안서의 저자들 사이에 진전된 조정이 일어났다. 아메리칸 인디언 운동의 설립 이래 수십 년 동안, 그 단체는 미국 원주민들의 이익을 옹호하는 시위들을 이끌어왔고, 경찰 활동을 감시했으며, 미국 전역의 도시들과 시골 보호 구역 공동체들에서 고용 프로그램들을 조정하였고, 미국 밖의 원주민과도 동맹을 맺었다.

## 배경

### 1950년
1940년부터 1960년대 초까지 미국 정부의 공식적인 정책 지시이며 민주당과 공화당에 의해 지시를 받은 인디언 종식 정책 이전에 우라늄 채굴 사업이 나바호 부족 땅 전역에 설립되었다. 이는 나바호 사람들에게 고립된 지역에서 유일한 일자리였다. 그러나 미국 정부는 1930년대부터 우라늄 채굴과 관련된 유해한 위험을 인식했지만, 나바호 지역 사회에 알리는 것을 소홀히 했다. 게다가, 대다수의 나바호 노동자들은 영어를 할 줄 몰랐다. 노동자들은 방사선이 뭔지도 몰랐고, 우라늄 채굴에 대한 위험성을 이들에게 알리지도 않았다.
현재는 버려진 우라늄 광산 외에 다른 우라늄 광산 모두 오늘날 나바호족이 살고 있는 땅, 물, 공기를 계속 오염시키고 있다. 환경법이 통과되고 위험성이 널리 알려진 후에도 오염은 현재진행형이다. 나바호족은 연방정부가 1868년 조약을 위반했다고 믿었고, 인디언 사무국(Bureau of Indian Affairs)은 나바호의 경제적, 교육적, 보건적 서비스를 담당하게 되었다.

## 같이 보기
- 흑표당
- 사파티스타 민족해방군